# Renault RE50
Renault RE50 byl závodní vůz Formule 1, se kterým tovární tým Renault soutěžil v sezóně 1984. Vůz řídili Francouz Patrick Tambay a Brit Derek Warwick, kteří se k týmu připojili po odchodu z Ferrari a Tolemanu. Třetí vůz byl přihlášen do závěrečného závodu sezóny v Portugalsku pro testovacího jezdce Philippa Streiffa. Nejlepšími výsledky vozu byly tři druhá místa a dvě třetí místa, což z něj udělalo první tovární Renault, který nevyhrál žádný závod sezóny od vozu RS01 ze sezóny 1978.
Očekávalo se, že vůz bude v rukou dvojnásobného vítěze závodu Tambaye a vysoce hodnoceného Warwicka stejně konkurenceschopný jako model RE40, ve kterém Alain Prost získal v sezóně 1983 čtyři vítězství. Zatímco vůz byl od začátku rychlý, měl několik problémů, které tým a jezdci nedokázali vyřešit. Turbomotor Renault EF4 měl psaný výkon 800 koňských sil, ale spotřeba paliva byla obvykle příliš vysoká na to, aby kterýkoli jezdec bojoval o více než 2. nebo 3. místo ve většině závodů. Tento problém ovlivnil další vozy s motorem Renault, jako byl Lotus 95T, navržený bývalým designérem Renaultu Gérardem Ducarougem, který se k Lotusu připojil v roce 1984. V roce 1984 byly vozy Formule 1 omezeny na maximum 220 litrů paliva na závod, přičemž doplňování paliva ze sezóny 1983 bylo nyní zakázáno. Francouzský tým tento problém nikdy nevyřešil navzdory novému elektronickému zařízení pro sledování paliva. Dalším hlavním problémem bylo, že monokok vozu byl poněkud křehký, ačkoliv byl vyroben z uhlíkových vláken pevnějších než tradiční hliník. Tato křehkost způsobila, že si Warwick poranil nohy při haváriích ve Francii i v Monaku, zatímco Tambay utrpěl zlomeninu levé nohy poté, co narazil do již havarovaného Warwickova vozu v první zatáčce závodu v Monaku. Oba jezdci byli zraněni v důsledku proražení ramen zavěšení jejich vozu do monokoku z uhlíkových vláken.
Během sezóny dosáhl Warwick na pět bodovaných umístění (dvě druhá, dvě třetí a čtvrté místo) a Tambay na čtyři (jedno druhé, dvě pátá a šesté místo). Warwick skončil sedmý v poháru jezdců s 23 body, zatímco Tambay skončil jedenáctý s 11 body. Nasbíraných 34 bodů zařadilo Renault na 5. místo v poháru konstruktérů. Oba jezdci navíc zajeli každý po jednom nejrychlejším kole, zatímco Tambay získal jedinou pole position v sezóně při jejich domácím závodě ve Francii, kde vedl přes polovinu závodu a skončil druhý za McLarenem konečného mistra světa Nikiho Laudy.
Vůz RE50 byl nahrazen pro sezónu 1985 modelem RE60.

## Kompletní výsledky ve Formuli 1
| Legenda k tabulce | Legenda k tabulce                                                                       |
| Barva             | Výsledek                                                                                |
| ----------------- | --------------------------------------------------------------------------------------- |
| Zlatá             | Vítěz                                                                                   |
| Stříbrná          | 2. místo                                                                                |
| Bronzová          | 3. místo                                                                                |
| Zelená            | Bodované umístění                                                                       |
| Modrá             | Nebodované umístění                                                                     |
| Modrá             | Dokončil neklasifikován (NC)                                                            |
| Fialová           | Odstoupil (Ret)                                                                         |
| Červená           | Nekvalifikoval se (DNQ)                                                                 |
| Červená           | Nepředkvalifikoval se (DNPQ)                                                            |
| Černá             | Diskvalifikován (DSQ)                                                                   |
| Bílá              | Nestartoval (DNS)                                                                       |
| Bílá              | Závod zrušen (C)                                                                        |
| Světle modrá      | Pouze trénoval (PO)                                                                     |
| Světle modrá      | Páteční testovací jezdec (TD)                                                           |
| Bez barvy         | Netrénoval (DNP)                                                                        |
| Bez barvy         | Vyřazen (EX)                                                                            |
| Bez barvy         | Nepřijel (DNA)                                                                          |
| Bez barvy         | Odvolal účast (WD)                                                                      |
| Bez barvy         | Nezúčastnil se (prázdné)                                                                |
| Označení          | Význam                                                                                  |
| Tučnost           | Pole position                                                                           |
| Kurzíva           | Nejrychlejší kolo                                                                       |
| †                 | Jezdec nedojel do cíle, ale byl klasifikován, protože odjel více než 90 % délky závodu. |
| ‡                 | Byl udělován poloviční počet bodů, protože bylo odjeto méně než 75 % délky závodu.      |
| Horní index       | Umístění bodujících jezdců ve sprintu                                                   |

| Rok  | Tým                | Motor                     | Pneumatiky | Jezdci           | 1   | 2   | 3   | 4   | 5   | 6   | 7   | 8   | 9   | 10  | 11  | 12  | 13  | 14  | 15  | 16  | Body | Umístění |
| ---- | ------------------ | ------------------------- | ---------- | ---------------- | --- | --- | --- | --- | --- | --- | --- | --- | --- | --- | --- | --- | --- | --- | --- | --- | ---- | -------- |
| 1984 | Equipe Renault Elf | Renault Gordini EF4 V6 tc | M          |                  | BRA | RSA | BEL | SMR | FRA | MON | CAN | DET | DAL | GBR | GER | AUT | NED | ITA | EUR | POR | 34   | 5. místo |
| 1984 | Equipe Renault Elf | Renault Gordini EF4 V6 tc | M          | Patrick Tambay   | 5   | Ret | 7   | Ret | 2   | Ret | WD  | Ret | Ret | 8   | 5   | Ret | 6   | Ret | Ret | 7   | 34   | 5. místo |
| 1984 | Equipe Renault Elf | Renault Gordini EF4 V6 tc | M          | Derek Warwick    | Ret | 3   | 2   | 4   | Ret | Ret | Ret | Ret | Ret | 2   | 3   | Ret | Ret | Ret | 11  | Ret | 34   | 5. místo |
| 1984 | Equipe Renault Elf | Renault Gordini EF4 V6 tc | M          | Philippe Streiff |     |     |     |     |     |     |     |     |     |     |     |     |     |     |     | Ret | 34   | 5. místo |